# X (manga)
X (jap. エックス Ekkusu) – shōjo-manga autorstwa grupy Clamp, która była wydawana od maja 1992 na łamach magazynu „Gekkan Asuka” wydawnictwa Kadokawa Shoten aż do przerwania publikacji w 2003 roku.
Na podstawie mangi powstała adaptacja w postaci filmu kinowego, odcinka OVA oraz serialu anime. Na jej podstawie wyprodukowano także gry na konsolę PlayStation oraz WonderSwan Color.

## Fabuła
W 1999 roku Shirō Kamui powraca do Tokio po raz pierwszy od 6 lat, aby wypełnić ostatnie życzenie jego matki, Tōru. Tutaj ma odnaleźć swoje przeznaczenie, jednak na razie chce, aby wszyscy trzymali się od niego z daleka. Według śniącej księżniczki Hinoto, Kamui posiada moc, która zadecyduje o losach świata.
Kamui musi zdecydować, czy zostanie Smokiem Nieba (wraz z Siedmioma Pieczęciami) i ochroni ludzkość przed całkowitą zagładą, czy też przyłączy się do Smoków Ziemi (zwanych również Siedmioma Aniołami), aby zniszczyć ludzkość w celu odrodzenia Ziemi. Kamui czuje, że musi chronić przyjaciół z dzieciństwa, Monō Fūmę oraz jego młodszą siostrę Kotori. Jednakże wybór roli Smoka Nieba pociąga za sobą tragiczne skutki: Fūma zostaje powołany do roli Bliźniaczej Gwiazdy Kamui, osoby przeznaczonej na to, aby stać się oponentem Kamui bez względu na to, po której stronie ten by się nie opowiedział.
Kamui musi wypełnić swoje przeznaczenie u boku swoich sprzymierzeńców, Smoków Nieba, których przeznaczenie również jest pozornie przesądzone. Wkrótce poznają, czym są poświęcenie oraz zwycięstwo okupione cierpieniem. Aby ocalić świat, Kamui musi wiedzieć jakie jest jego prawdziwe Pragnienie.

### Nawiązania w innych pracach
- Hien i Sohi, bliźniaczki chroniące Hinoto to również imiona mieczy Syaorana i Kurogane z Tsubasa Reservoir Chronicle. Hien płonie czerwonym ogniem i należy do Syaorana, a Sohi niebieskim i jest własnością Kurogane.
- Alternatywne wersje postaci Seishirō i Fūmy pojawiają się w Tsubasa Reservoir Chronicle.

## Manga
Pierwszy rozdział ukazał się w magazynie „Gekkan Asuka” w maju 1992. W 2003 roku przerwano jednak publikację kolejnych rozdziałów, co wywołało sporo spekulacji wśród fanów serii. Prawdziwym powodem przerwania publikacji komiksu było zamieszczanie w nim scen kojarzących się czytelnikom z prawdziwymi wydarzeniami, które działy się w czasie wydawania mangi, takimi jak trzęsienie ziemi w Kobe z 1995 roku czy też sprawa morderstwa dzieci w Kobe z 1997 roku. W związku z tym wielu osobom czytanie mangi przychodziło z trudem i wywoływało w czytelnikach niepokój. Po przedyskutowaniu sprawy z wydawnictwem, stało się jasne, że wydanie zakończenia mangi w zaplanowanej formie jest tymczasowo niemożliwe. Chcąc uniknąć kontrowersji i nie chcąc zmieniać zaplanowanego zakończenia, autorki zdecydowały się na przerwanie wydawania serii, aż nadejdzie bardziej właściwy moment.
Rozdziały zostały zebrane w 18 tankōbonach – pierwszy z nich został wydany 29 lipca 1992, natomiast osiemnasty – 17 września 2002. 25 września 2006 w sprzedaży ukazał się zeszyt zatytułowany Clamp Newtype Platinum, będący specjalnym wydaniem czasopisma „Newtype”, w którym jako X 18.5 ponownie opublikowano pięć rozdziałów mangi, które nie zostały nigdy wcześniej zebrane w formie tankōbonu.
W lipcu 2006 w wywiadzie przeprowadzonym podczas Anime Expo grupa Clamp wspomniała, że seria docelowo miałaby się składać się z 21 tomów.
Polska premiera mangi miała miejsce w marcu 2000 i wydawana była do czerwca 2003 nakładem wydawnictwa Japonica Polonica Fantastica.

## Anime

### Film animowany
Film animowany na podstawie mangi miał swoją premierę 3 sierpnia 1996. Za reżyserię odpowiadał Rintarō, za scenariusz – Mami Watanabe, Nanase Ōkawa oraz Rintarō, natomiast za produkcję studio Madhouse.

### Seria telewizyjna
Telewizyjny serial anime został zapowiedziany 18 października 2000, zaś emitowany był od 3 października 2001 do 27 marca 2002 na antenie WOWOW Channel. Razem wyprodukowano i wyemitowano 24 odcinki, które emitowane były w środy o 18.30 (czasu japońskiego JST).
Ponadto 25 sierpnia 2001 został wydany odcinek OVA, będący odcinkiem zerowym.

## Gry komputerowe
Na podstawie mangi powstały dwie gry komputerowe, wyprodukowane przez Bandai. Pierwsza z nich – zatytułowana X: Card of Fate została wydana 27 czerwca 2002 na konsolę WonderSwan Color, zaś druga – X: Unmei no sentaku (jap. X ~運命の選択~) – 22 sierpnia tego samego roku na PlayStation.

## Odbiór
W książce Manga: The Complete Guide Jason Thompson napisał o mandze, że „nawet bez porządnego zakończenia, seria ma wiele do zaoferowania. Między innymi to, że jest absolutnie cudowna”, dodając, że „narracja nie należy do najlepszych grupy Clamp, ale trudno nie dać się porwać pędowi w kierunku dnia przeznaczenia”. 
Film jest uznawany za wizualne arcydzieło, jednakże postaciom w nim występującym brakuje jakiegokolwiek rozwoju charakteru, jedynie pojawiając się by odegrać swą rolę w bitwie i zginąć krótko po pojawieniu się na ekranie.
Seria telewizyjna uznawana jest za zdecydowanie lepszą adaptację niż film – Zac Bertschy z Anime News Network zwrócił uwagę na jakość animacji serii telewizyjnej, która jego zdaniem jest za niezmiennie dobrej jakości, podkreślając, że figury postaci zawsze są narysowane według ustalonego modelu, a każdy odcinek został zanimowany w niesamowitym stylu i dużą dozą płynności. Bamboo Dong z Anime News Network uznał, że seria bardzo stara się zadowolić wszystkich i niemalże się jej to udaje. Mike Crandol z Anime News Network uznał natomiast, że seria byłaby jeszcze lepsza, gdyby skupiała się więcej na pobocznych postaciach, które stanowiły interesującą gromadę pomimo niewielkiego czasu jaką spędzono na odkrywaniu cech ich osobowości.